# 도두항
도두항(道頭港, Dodu Fishing Port)은 제주특별자치도 제주시 도두동에 위치한 어항이다. 1976년 11월 8일 국가어항으로 지정되었으며, 관리청은 해양수산부 제주특별자치도, 시설관리자는 제주시장이다.

## 연혁
- 1991년 기본시설에 대한 계획을 수립하고 1998년 기본시설을 완공하면서 어항으로 자리를 잡아 현재의 항세를 갖추게 되었다.

## 어항구역
본 항의 어항구역은 다음과 같다.
- 수역: 북방파제 기부에서 정북으로 200m (해상)점과 정서로 350m (해상) 점에서 정남으로 육지부와 연결한 선을 따라 형성된 공유수면[1]
- 육역: 제주특별자치도 제주시 도두일동 2555-1 외 10필지[2](상세내역은 생략)